# 汉尼夫卡 (彼得罗韦市镇)
汉尼夫卡（烏克蘭語：Ганнівка），是烏克蘭中部基洛夫格勒州亞歷山德里亞區彼得罗韦市镇内的村庄。處於若夫塔河畔，海拔高度77米，2001年該城鎮人口1,655。